# Litteris et Artibus
Медаль Літератури та мистецтв (лат. Litteris et Artibus) — державна нагорода Королівства Швеція.

## Історія
Приблизно в 1852 — 1853 роках шведський кронпринц Карл XV, натхнений раніше заснованою данською медаллю «Ingenio et arti» (заснована в 1841 році), ухвалив рішення про заснування шведської медалі «Litteris et Artibus»
Медаль присуджується двічі на рік: 28 січня та 6 червня.